# Chilkasa difformis
Chilkasa difformis är en fjärilsart som beskrevs av Walter Karl Johann Roepke 1948. Chilkasa difformis ingår i släktet Chilkasa och familjen nattflyn. Inga underarter finns listade i Catalogue of Life.